# عمارة يعقوبيان (مبنى)
عمارة يعقوبيان عمارة سكنية شهيرة تقع بشارع طلعت حرب بوسط القاهرة، أسسها المليونير هاغوب يعقوبيان (عميد الجالية الأرمنية) عام 1937 وكانت تضم سكانا من ديانات وأعراق مختلفة ولكن وبعد ثورة يوليو 1952 تحولت ملكية الشقق إلى ضباط الجيش وتحول سطحها إلى مساكن للفقراء ولتربية الطيور .
قام الروائى علاء الأسوانى بكتابة رواية عن المبنى سميت بنفس الاسم وتسببت في ضجة كبيرة في مصر والعالم العربي ثم مالبث أن تم تحويل الرواية إلى فيلم سينمائي لا يقل اثارة للجدل عن الرواية ثم تحويلها إلى مسلسل تليفزيونى لم يحقق شهرة توازى شهرة الرواية أو الفيلم.